# Televisión digital terrestre en Paraguay
La Televisión Digital Terrestre de Paraguay tiene su inicio mediante el decreto n.º 4.483 del 1 de junio de 2010, firmado por el entonces presidente, Fernando Lugo, que estableció de manera oficial la utilización del estándar japonés-brasileño ISDB-T/SBTVD  en el país. De esta manera, Paraguay se unió Brasil, Perú, Argentina, Chile, Venezuela, Ecuador, Costa Rica, Filipinas, Bolivia, Nicaragua, Uruguay, Botsuana, Guatemala, Honduras, y El Salvador en la norma elegida para el proceso de digitalización de sus transmisiones televisivas.
Además, este decreto dispuso que la Comisión Nacional de Telecomunicaciones (CONATEL) realice "los análisis de las cuestiones técnicas regulatorias que posibiliten la implementación".
En un principio el Apagón analógico, momento en que todas las señales debían cesar sus emisiones analógicas, ya que solo sería posible emitir en formato digital estaba pautado para finales de 2024, luego en diciembre de 2016, el directorio de CONATEL emitió la resolución 2069/2016 y se modificaron los artículos 30, 66 y 83 del Reglamento de Servicio de Televisión, por lo cual los canales ya no podrían emitir con señal analógica desde 2020, lo cual intentó adelantar el apagón analógico en todo el territorio de Paraguay. Pero el 20 de agosto de 2019 por pedido de la Cámara de Teledifusoras del Paraguay (CATELPAR), se decidió que el apagón analógico se produjera por zonas, empezando en Asunción y ciudades aledañas el 31 de diciembre de 2021. Iniciado ese año surgió la duda de si se realizaría o no el inicio del proceso de apagón, debido a que la gente no estaba enterada de lo que iba a suceder, sumado a la situación crítica del país en plena pandemia del COVID-19. Por estos motivos, distintos representantes de CATELPAR vieron imposible que se realizara la transición analógico-digital en ese año y solicitaron una vez más a la CONATEL una reunión para definir un nuevo cronograma. El 21 de julio de 2021, el ente regulador junto con representantes de todos los canales abiertos presentaron el calendario de transición, que dio inicio el 31 de diciembre del mismo año con el encendido digital a la potencia definida por CONATEL. Según el último plan, el apagón debió comenzar de forma oficial el 31 de diciembre de 2023 en Asunción y los departamentos de Central, Cordillera  y en algunas ciudades de Paraguarí, Presidente Hayes y Ñeembucú. . Finalmente, esta primera etapa fue postergada para finales de 2024, manteniendo la fecha de culminación en 2026. 
Actualmente, la grilla de Televisión digital terrestre en el país se componen de Paraguay TV, TV2, Telefuturo, NPY, Paravisión, SNT, C9N, Canal 13, Unicanal, RCC, La Tele, E40 TV, A24 Paraguay y América Paraguay. mientras que las zonas de cobertura están limitadas a Asunción, Gran Asunción, y otras ciudades, como Ciudad del Este, Filadelfia y Encarnación.
A finales de 2016, CONATEL confirmó que el ente regulador culminó el proceso de entrega de la licencias para los canales Telefuturo (canal RF 18), Paravisión (canal RF 19), SNT (canal RF 20) y Trece (canal RF 27), y estima que antes de fin de año comiencen sus respectivas transmisiones experimentales, mientras que a mediados de 2017 la Comisión Nacional de Telecomunicaciones (CONTEL) otorgó las licencias a las compañías Mercuria SA y DTH Magnética, para explotar el servicio de Televisión Digital Terrestre (TDT) en el país.

## Grilla de señales
La siguiente grilla está supeditada a las zonas de Asunción, Departamento Central, Filadelfia, Coronel Oviedo y Villarrica. El área de cobertura es limitada.
| Canal Físico | Canal Virtual | Televisora          | Temática                            | Formato de vídeo | Área de Transmisión                                  | Inicio de transmisiones  |
| ------------ | ------------- | ------------------- | ----------------------------------- | ---------------- | ---------------------------------------------------- | ------------------------ |
| 15           | 15.1          | Paraguay TV         | Generalista                         | 1080i50 HDTV     | Asunción, Departamento Central y áreas circundantes. | 15 de agosto de 2011     |
| 15           | 15.2          | TV Paraguaya prueba | Retransmite a Radio Nacional 920 AM | 1080i50 HDTV     | Asunción, Departamento Central y áreas circundantes. | 31 de julio de 2025      |
| 15           | 15.31         | Paraguay TV 1seg    | Generalista                         | One-Seg          | Asunción, Departamento Central y áreas circundantes. | 14 de enero de 2025      |
| 17           | 17.1          | TV2 HD              | Retransmite a Noticias Paraguay     | 1080i50 HDTV     | Asunción, Departamento Central y áreas circundantes. | 30 de julio de 2019      |
| 17           | 17.2          | PALMA TV            | Retransmite a Palma 106.5 FM        | 1080i50 HDTV     | Asunción, Departamento Central y áreas circundantes. | 25 de octubre de 2019    |
| 17           | 17.31         | TV2 1Seg            | Retransmite a Noticias Paraguay     | One-Seg          | Asunción, Departamento Central y áreas circundantes. | 30 de julio de 2019      |
| 18           | 18.1          | Telefuturo HD       | Generalista                         | 1080i50 HDTV     | Asunción, Departamento Central y áreas circundantes. | 19 de octubre de 2016    |
| 18           | 18.2          | Noticias Paraguay   | Noticias                            | 1080i50 HDTV     | Asunción, Departamento Central y áreas circundantes. | 30 de julio de 2019      |
| 18           | 18.3          | MONUMENTAL TV       | Retransmite a Monumental 1080 AM    | 1080i50 HDTV     | Asunción, Departamento Central y áreas circundantes. | 21 de diciembre de 2021  |
| 18           | 18.31         | Telefuturo Movil    | Generalista                         | One-Seg          | Asunción, Departamento Central y áreas circundantes. | 19 de octubre de 2016    |
| 19           | 19.1          | PARAVISION HD       | Generalista                         | 1080i50 HDTV     | Asunción, Departamento Central y áreas circundantes. | 12 de septiembre de 2018 |
| 19           | 19.2          | RQP_TV              | Retransmite a RQP 94.3 FM           | 1080i50 HDTV     | Asunción, Departamento Central y áreas circundantes. | 28 de agosto de 2023     |
| 19           | 19.31         | PARAVISION One Seg  | Generalista                         | One-Seg          | Asunción, Departamento Central y áreas circundantes. | 12 de septiembre de 2018 |
| 20           | 20.1          | SNT                 | Generalista                         | 1080i50 HDTV     | Asunción, Departamento Central y áreas circundantes. | 12 de septiembre de 2018 |
| 20           | 20.2          | C9N_2               | Noticias                            | 1080i50 HDTV     | Asunción, Departamento Central y áreas circundantes. | 20 de junio de 2023      |
| 20           | 20.31         | SNT One Seg         | Generalista                         | One-Seg          | Asunción, Departamento Central y áreas circundantes. | 12 de septiembre de 2018 |
| 21           | 21.1          | RCC HD              | Variedades                          | 1080i50 HDTV     | Filadelfia y áreas circundantes.                     | 25 de octubre de 2018    |
| 26           | 26.1          | TV AIRE PY          | Generalista                         | 1080i50 HDTV     | Coronel Oviedo y áreas circundantes.                 | 20 de marzo de 2023      |
| 26           | 26.2          | NEXO TV PY          | Musical                             | 1080i50 HDTV     | Coronel Oviedo y áreas circundantes.                 | 20 de marzo de 2023      |
| 27           | 03.1          | TRECE HD            | Generalista                         | 1080i50 HDTV     | Asunción, Departamento Central y áreas circundantes. | 19 de septiembre de 2017 |
| 27           | 03.2          | UNICANAL HD         | Generalista                         | 1080i50 HDTV     | Asunción, Departamento Central y áreas circundantes. | 28 de enero de 2018      |
| 27           | 03.31         | TRECE One Seg       | Generalista                         | One-Seg          | Asunción, Departamento Central y áreas circundantes. | 19 de septiembre de 2017 |
| 28           | 28.1          | LA TELE HD          | Generalista                         | 1080i50 HDTV     | Asunción, Departamento Central y áreas circundantes  | 6 de junio de 2019       |
| 28           | 28.2          | NPY                 | Noticias                            | 576i50 SDTV      | Asunción, Departamento Central y áreas circundantes  | 27 de marzo de 2025      |
| 28           | 28.3          | E40 TV HD           | Musical                             | 576i50 SDTV      | Asunción, Departamento Central y áreas circundantes  | 7 de junio de 2019       |
| 28           | 28.4          | URBANA TV           | Retransmite a URBANA 106.9 FM       | 576i50 SDTV      | Asunción, Departamento Central y áreas circundantes  | 17 de abril de 2024      |
| 28           | 28.31         | LA TELE MOVIL       | Generalista                         | One-Seg          | Asunción, Departamento Central y áreas circundantes  | 6 de junio de 2019       |
| 29           | 29.1          | A24 PY              | Noticias                            | 1080i50 HDTV     | Asunción, Departamento Central y áreas circundantes. | 27 de febrero de 2020    |
| 30           | 30.1          | AMERICA PY          | Generalista                         | 1080i50 HDTV     | Asunción, Departamento Central y áreas circundantes. | 27 de febrero de 2020    |
| 31           | 31.1          | SURTV HD            | Generalista                         | 1080i50 HDTV     | Asunción, Departamento Central y áreas circundantes. | 9 de julio de 2020       |
| 31           | 31.2          | C9N                 | Noticias                            | 1080i50 HDTV     | Asunción, Departamento Central y áreas circundantes. | 5 de marzo de 2025       |
| 31           | 31.31         | SURTV One Seg       | Generalista                         | One-Seg          | Asunción, Departamento Central y áreas circundantes. | 9 de julio de 2020       |
| 32           | 32.1          | C9N HD              | Noticias                            | 1080i50 HDTV     | Asunción, Departamento Central y áreas circundantes. | 27 de julio de 2019      |
| 39           | 39.1          | GRUPO VISION        | Generalista                         | 1080i50 HDTV     | Villarrica y áreas circundantes.                     | 10 de junio de 2024      |
| 39           | 39.2          | GRUPO VISION 2      | Generalista                         | 1080i50 HDTV     | Villarrica y áreas circundantes.                     | 10 de junio de 2024      |
| 50           | 50.1          | Telecanal           | Generalista                         | 1080i50 HDTV     | Coronel Oviedo y áreas circundantes.                 | 1 de agosto de 2023      |